# Live North America 2016
Live North America 2016 è il secondo album live del chitarrista e cantante americano Gary Clark Jr.
È stato pubblicato il 17 marzo 2017 dalla Warner Bros. e include 12 tracce, tra cui due nuove cover, Honest I Do di Jimmy Reed e My Baby's Gone di Elmore James, sette brani estratti dall'album in studio precedente, The Story of Sonny Boy Slim, e tre dal suo primo album, Blak and Blu.
L'album è stato registrato durante il tour di Clark in Nord America durante il 2016.

## Tracce
1. Grinder – 5:02
2. The Healing – 5:38
3. Our Love – 7:50
4. Cold Blooded – 5:34
5. When My Train Pulls In – 9:31
6. Down To Ride – 7:07
7. You Saved Me – 8:53
8. Shake – 4:09
9. Church – 6:02
10. Honest I Do – 3:12
11. My Baby's Gone – 4:05
12. Numb – 7:18

## Formazione
- Gary Clark Jr. - chitarra, voce, armonica
- Eric 'King' Zapata - chitarra
- Johnny Bradley - basso, cori
- Johnny Radelat - batteria, cori
- Leon Bridges - voci (traccia 8)
- Jeff Dazey - sassofono (traccia 8)[2]